# Marek Ostrowski
Marek Ostrowski (Skrwilno, 1959. november 22. – Stockerau, Ausztria, 2017. március 6.) válogatott lengyel labdarúgó, hátvéd.

## Pályafutása

### Klubcsapatban
1977-78-ban a Wisła Płock, 1978-79-ben a Stoczniowiec Gdańsk, 1979 és 1982 között a Zawisza Bydgoszcz, 1982 és 1989 között a Pogoń Szczecin játékosa volt. 1989-ben Ausztriába szerződött. 1989-90-ben a VfB Union Mödling, 1990 és 1995 között az SV Stockerau csaptában játszott. A Stockerau együttesével 1991-ben osztrák kupagyőztes lett. 1995-ben vonult vissza az aktív labdarúgástól.

### A válogatottban
1981 és 1987 között 37 alkalommal szerepelt a lengyel válogatottban és egy gólt szerzett. Tagja volt az 1986-os mexikói világbajnokságon részt vevő csapatnak.

## Sikerei, díjai
SV Stockerau
- Osztrák kupa
  - győztes: 1991